# لوتوس امیرا
لوتوس امیرا یک خودروی اسپورت است که توسط شرکت لوتوس کارز تولید می‌شود. این خودرو آخرین خودروی این شرکت است که از موتور درون‌سوز استفاده می‌کند.

## بررسی
امیرا در جشنواره سرعت گودوود در ۶ ژوئیه ۲۰۲۱ معرفی شد. این خودرو جایگزین لوتوس اوورا، لوتوس اکسیج و لوتوس الیس خواهد شد.